# Kanmaki

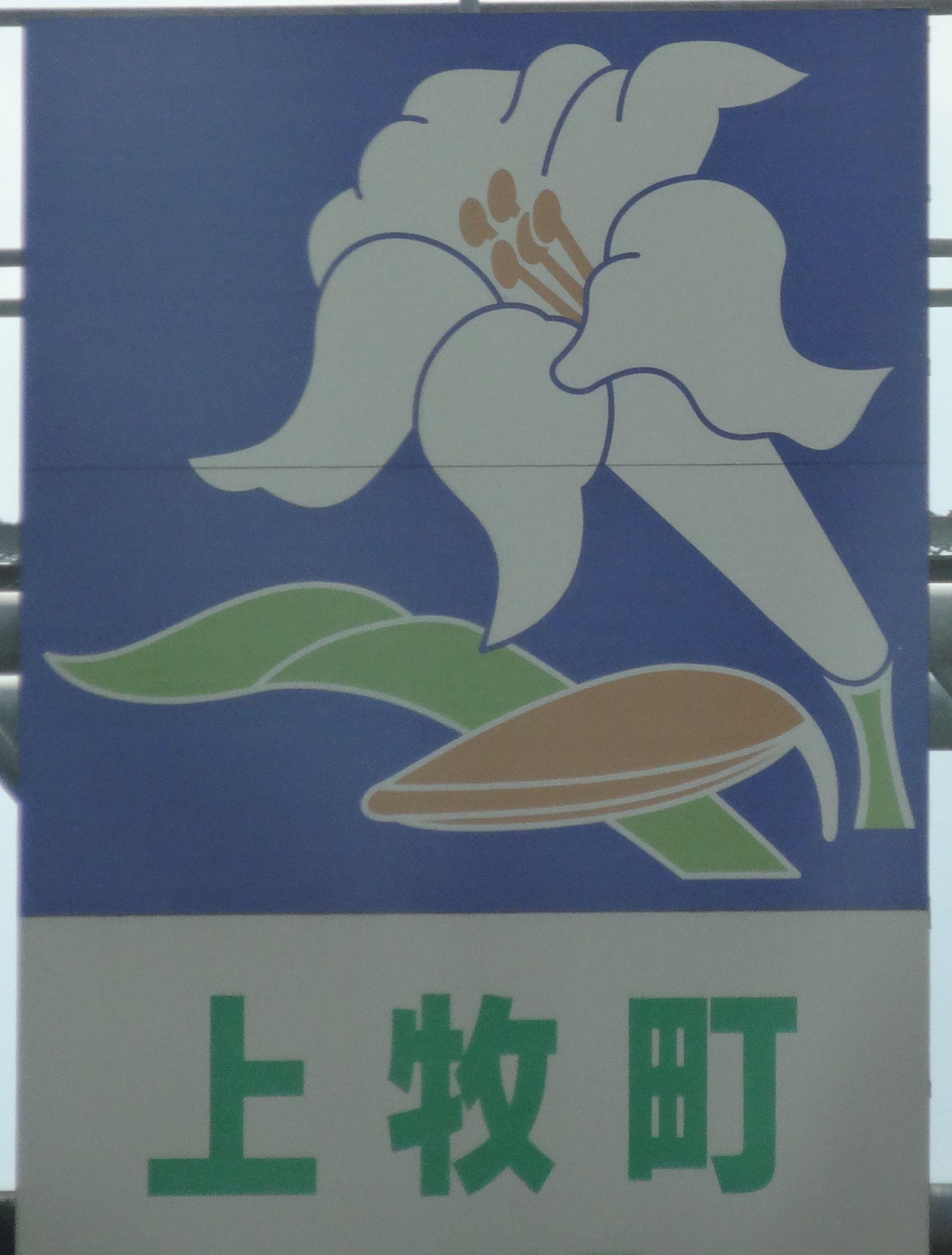
Senyal de trànsit de Kanmaki

Kanmaki (上牧町, Kanmaki-chō) és una vila i municipi pertanyent al districte de Kita-Katsuragi de la prefectura de Nara, a la regió de Kansai, Japó. Tot i el caràcter rural de la vila, Kanmaki també ha esdevés una ciutat dormitori per als treballadors d'Osaka i Nara.

## Geografia
La vila de Kanmaki es troba localitzada a la part nord-oest de la prefectura de Nara. El relleu de la vila està ple de pujols i només una xicoteta part és zona agrícola. Kanmaki es troba a aproximadament uns 25 quilòmetres de les ciutats de Nara, capital prefectural i d'Osaka, capital regional. El terme municipal de Kanmaki limita amb els d'Ōji al nord; amb Kashiba al sud i a l'oest; amb Kōryō al sud i amb Kawai a l'est.

### Barris
Els chōchō o barris de la vila són els següents:
- Kataokadai (片岡台)
- Katsuragidai (葛城台)
- Kanmaki (上牧)
- Sakuragaoka (桜ケ丘)
- Shimomaki (下牧)
- Shōrien (松里園)
- Takigawadai (滝川台)
- Tomogaoka (友が丘)
- Nakasujishutsusaku (中筋出作)
- Hattoridai (服部台)
- Midorigaoka (緑ケ丘)
- Yoneyamadai (米山台)
- Yurigaoka (ゆりが丘)
- Sasayuridai (ささゆり台)

## Història
Des del període Nara fins a la fi del període Tokugawa, la zona on actualment es troba la vila de Kanmaki va formar part de l'antiga província de Yamato. Després de la restauració Meiji i sota la nova llei de municipis, l'1 d'abril de 1889 es creà el poble de Kanmaki, pertanyent aleshores al ja desaparegut districte de Katsuge. L'1 d'abril de 1897, el poble passa a formar part del nou districte de Kita-Katsuragi fins a l'actualitat. A la dècada de 1960, a l'empara del desarrollisme de post-guerra, es crea la Nishi-Yamato New Town. Finalment, l'1 de desembre de 1972 el poble de Kanmaki fou elevat a la categoria actual de vila.

## Demografia
| 1920   | 1930   | 1940   | 1950   | 1960  | 1970  | 1980   |
| ------ | ------ | ------ | ------ | ----- | ----- | ------ |
| 3.007  | 3.050  | 3.331  | 4.331  | 4.134 | 4.483 | 16.452 |
| 1990   | 2000   | 2010   | 2020   | 2030  | 2040  | 2050   |
| 21.336 | 24.005 | 23.701 | 21.179 | -     | -     | -      |

## Transport

### Ferrocarril
En tot el terme municipal de Kanmaki no hi ha cap estació de ferrocarril. Nara Kōtsu opera serveis d'autocars a les estacions més properes.

### Carretera
- Autopista Nishi-Meihan
- Xarxa de carreteres del govern prefectural de Nara.